# وانهاکاوپونکی
وانْهاکاوْپونْکی (به فنلاندی: Vanhakaupunki) (به معنی شهر قدیمی) یک منطقهٔ مسکونی در فنلاند است که در محله‌ای با همین عنوان در هلسینکی واقع شده‌است. مانهاکاوپونکی ۰٫۳۲ کیلومتر مربع مساحت و ۲۲۵ نفر جمعیت دارد.